# Роланд Валькман
Ролана́рд Ю́рійович Ва́лькман (ест. Roland Valkmann; 13 квітня 1922, с. Джурчі, Крим — 7 травня 2007, с. Джурчі, Крим) — кримський комуністичний партійний діяч естонського походження. Ветеран Другої світової війни, кавалер ордену Леніна (1944), громадсько-політичний діяч, історик, письменник, історіограф естонців Криму.

## Ранні роки
Роланд Валькман народився в селищі Первомайське, що на півночі Криму, в сім'ї Юрі Валькмана та Аліни Валькман (Тінт). Крім нього в сім'ї було ще два брати — Арманд і Вольдемар. Мати Аліна працювала завгоспом у школі.

Батько Юрі в Первомайському вступив в естонський колгосп «Вабадус» («Свобода») в 1929 р., був заступником голови. Комітет бідноти села очолювала рідна тітка — Марія Юрійовна Нугіс. Кузен Евальд Нугіс був секретарем комсомольської організації, який навесні 1930 р. займався розмежуванням колишніх приватних земель під колгоспні. За спогадами Роланда, в селі було багато естонців-куркулів, які або самі поїхали геть, або розкуркулили, або вигнали з колгоспу (біля десятка із сотні сімей) — «по суті, кращих, найвдаліших, найуміліших, найхазяйновитіших» господарів.

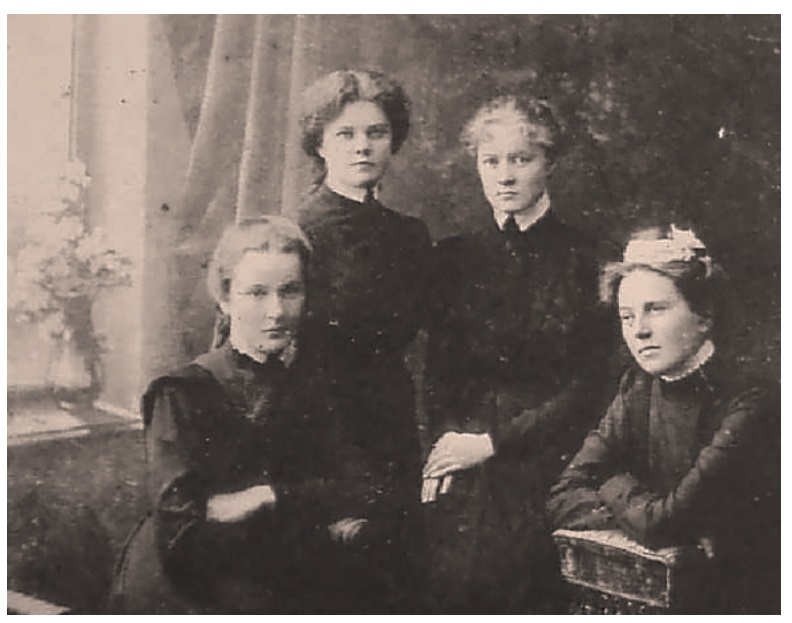
Аліна Тінт (Валькман) у компанії подруг. Початок ХХ століття. Крим?

Батько Юрі був внуком Антса Валькмана — організатора другої хвилі естонців-переселенців з Ярвамааського повіту Естонії до південної Таврії (Криму):
|  | Переселення на півострів почалося з 1861 року з наступних повітів Естляндяї: Ярвамааського, Гар'юмааського и Везенбергського. Перша хвиля складалася з двох груп: перша прибула в серпні 1861 р. (5-6 сімей, провідник - Аабрам Нордт) та оселилися в с. Актачі-Кият, яку пізніше перейменували в Абрамівку (Сімферопольский повіт). Друга група (23 сім'ї, біля 120 людей, провідники «ходоків» - Хендрик Сельбах і Кустав Мальтс), зазнавши тяжких випробувань в дорозі, прибула в листопаді 1861. в с.Сумрук (в естонському прочитанні Зумрук (Сімферопольского повіту), а нині Берегове Бахчисарайського району АР Крим). У 1862 р. почалася друга хвиля переселення, яка теж складалася з двох груп: перша (біля 500 людей з Ярваамаського повіту та біля 80 людей Харьюмааського повіту, головний – Кустав Мяарманн) в перших числах серпня прибула до Сімферополя; друга група (кілька сотень людей, провідник - Антс Валькманн) прибула наприкінці серпня та оселилася здебільше в с.Кара-Кіят Сімферопольского повіту. 1869 року в Крим прибула третя хвиля (що складалася з кількох десятків сімей). Їх поява привернула до себе увагу та великий інтерес серед строкатого багатонаціонального кримського населення. Містяни з цікавістю дивилися на білявих жителів півночі. Все в них викликало подив: і зовнішність, і одяг прибульців, і коні, і збруя. Довговолосі чооловіки в коротких, по коліна, штанях і панчохах, обмотаних шнуром від постолів, у чорних кафтанах з олов'яними гудзиками, щільно насадженими від коміра до пояса; жінки у високих яйцеподібних головних уборах, з-під яких розвивалося розпущене волосся, майже у всіх світле, тьмяне безбарвне вбрання, маленькі криті візки, запряжені худими конячками, все це було для кримських жителів нове і цікаве. Але не тільки цікавість і здивування викликав цей караван... Обличчя цих мандрівників, що прийшли здалеку, як і весь їхній вигляд, говорили про важке життя, що серце мимоволі стискалося. Нескінченно довгий шлях, з усіма його поневіряннями і негараздами, не тільки перетворив одяг цих людей у жебрак, але й їх самих настільки виснажив і висушив голодом і хворобами, що вони більше схожі на тіні, позбавлені плоті та крові. |

Спочатку Роланд навчався в російській школі-інтернаті в с. Акчора (крим. Aqçora, Акъчора, після 1945 р. — с. Гварді́йське). Його інтерв'ювер так згадує ті роки:
|  | Розказати вам нову історію про Атоса, Портоса та Араміса? Вони не були слугами короля Людовіка, а якщо й змагалися з гвардійцями кардинала Рішильє і ганялися за коштовними підвісками королеви, то лише в бурхливій дитячій уяві. І жили вони не в Парижі, а в кримському селі Ак-Чора.Той низький одноповерховий будинок наприкінці 1930-х здавався високим і гарним. Тут розташувалася руська школа-десятирічка, а поблизу — інтернат. Такий був їх Париж. З четвірки «мушкетерів» у інтернаті мешкали Валік Стас і Роллі Валькман. Батьки Борьки Корсунського знімали кімнату десь поблизу. Андрюха Пфейфер був сином місцевого коваля. Почесне ім'я д'Артаньяна чомусь віддали Роллі, хоча він зовсім був не схожий на відомого гасконця — рудий і кучерявий. Чорнявому хитруватому Борису, заводилі компанії, дісталося прізвисько Араміса, Андрій став Портосом як найгладкіший серед них, а Валі дістався Атос. Їх секретна таємниця, звичайно, швидко стала всім відомою, да й так і пішло: інакше як мушкетерами друзів рідко хтось називав. А по-справжньому їх зблизив «Гіперболоїд інженера Гаріна»... Для такої романтичної книги і місце потрібне романтичне: таким став схований під землею велечезний гранітний склеп. Розповідали, що там спочиває хтось із предків поміщиці Скірман, яка на свої гроші побудувала цю школу для дітей бідняків. ...Хлопці фантазували, як скористатися надзвийчаною зброєю інженера Гаріна. Тоді, в серпні 1938-го року, радянські війська вщент розбили війська «японських імперіалістів, що вторглися біля озера Хасан», а в тих боях дуже б знадобився гіперболоїд! Одного разу Роллі зважився і потайком відправив наркому оборони Климу Ворошилову листа з вимогою направити його, цілком вже зрілого дев'ятикласника, бити загарбників. Відповіді довго не надходило. Але одного разу вчитель Чавусов ввійшов в їх гучну інтернатську кімнатку, відізвав Роллі і протягнув йому запечатаний конверт із червоною смугою та написом "Урядове". З його вмісту хлопчик дізнався, що його перший патріотичний борг — вчитися. Потім слідувало побажання успіхів і підпис легендарного Маршала. — Ну, — вимовив Михайло Афанасійович, — не дарма батьки дали тобі ім'я Роланд… |

Автор тексту навмисно наголошує на тому, що шкільна компанія була інтернаціональною: Роланд — естонець; Борька — єврей ; у Андрія — німецьке прізвище ; Валько — автор пише, «русский» . Всі вони вчаться в «руській школі» (бо ще були татарські та єврейські).

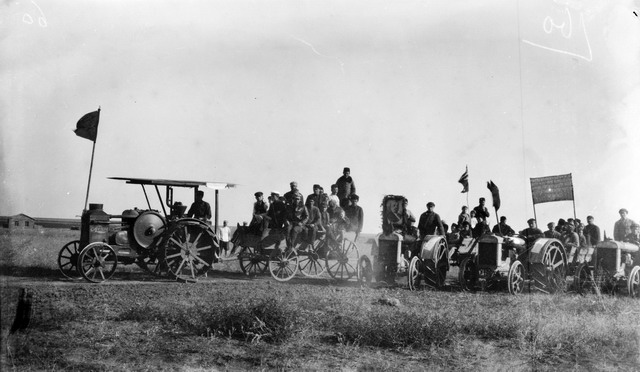
Свято "1 травня" у селищі Фрайдорф, Крим, 1926 рік.

Починаючи з 1938 року, міцна шкільна дружба розпалась, а Роланд Валькман повернувся в рідне село Джурчі і закінчував школу там:
|  | Група «мушкетерів» все ж таки розпалась. І не тільки тому, що в листопаді 1939 року в додаток до естонської в Джурчі відкрилась руська школа, і Роланд Валькман переїхав до батьків. Гірше те, що в 1938-го року небачених розмірів набули арешти, особливо серед німців. Хтось пустив навіть чутку про кулемети і гвинтівки з патронами, ніби приховані до приходу фашистів. Андрій Пфейфер сильно переживав несправедливість, що відбувалася, і замкнувся в собі. Тим більше, що всі довкола легко вірили у можливу зраду, раділи викриттям «ворогів народу» і зневажали їх. Такий час — голова місцевого комітету Осоавіахіма Бухарін, який раніше пишався своїм прізвищем , поміняв його на прізвище дружини… |

## Війна і подальша діяльність
Після закінчення школи в с. Джурчі, Крим, за власними словами, одразу «зі шкільної парти» був вимушений піти на фронт через початок Другої світової війни (тому в деяких джерелах вказана дата призову «22.06.1941» — на другий день, коли Гітлер напав на Радянський Союз). Дочка Лариса пише те саме: «В перший же день Великої Вітчизняної війни написав заяву з проханням відправити його на фронт».

Указ про нагородження Орденом Леніна Валькмана Роланда Юрійовича - 2 сторінка, 1944 рік

Але, за іншими відомостями, — школу він закінчив у 1940 році, після чого вступив до Обласної школи комсомольских кадрів. Тому був призваний 20 серпня 1941 року, хоча й ця дата є досить сумнівною. Сам Роланд розказує авторові інтерв'ю-оповідання, що брав участь у депортації німців з Криму:
|  | Куди потім розкидала доля членів четвірки невідомо, в колишньому Джурчі, а нині — в Первомайському залишився тільки Роланд Юрійович Валькман. Воював, був партробітником, вчителем історії. Але до кінця своїх днів не міг пробачити собі: як голова райкому комсомолу особисто брав участь у депортації німців з Криму. Ні, Андрія Пфейфера з рідної хати виганяли інші. Але й він виселяв. Вина тих людей була тільки в тому, що народилися з німецькими прізвищами, а Сталін в кожному бачив "пособніка фашистов"... Серед інших партійних і комсомольських активістів 16 серпня 1941 року в райком партії запросили й молодого Роланда Валькмана. До цього він вже закінчив десятирічку, вступив в обласну школу комсомольських кадрів, працював вчителем фізкультури та старшим піонервожатим. Перший секретар райкому Баскевич під суворим поглядом начальника райвідділу НКВС Рутмана оголосив: всі зібрані розбиваються по двоє для виконання спеціального завдання партії. Старшому кожної з груп було вручено запечатаний сургучем конверт, розкрити який дозволялося лише після прибуття на місце. Напарником та керівником Валькмана на ті кілька важких днів став Олександр Федорович Перехід (у пору особисто мого студентства у 1960-х – ректор Кримського педінституту, кандидат хімічних наук). Колишній директор школи та його колишній учень ще не знали, яким виявиться їхнє відповідальне завдання. Тільки наблизившись на бричці до будиночків колгоспу ім. Енгельса, розкрили таємничий конверт. І прочитали: «Відповідно до постанови Ради оборони СРСР ... » Йшлося про негайну евакуацію німецького населення у східну частину країни. Кожна людина, дізналися вони, мала право взяти з собою не більше 50 кілограмів речей та продуктів харчування. Що робити? Обидва чудово знали голову цього колгоспу Валендера, відданого комуніста, нещодавнього начальника застави на західному кордоні. У той час пісень і п'єс про прикордонників, які безстрашно охороняють державу від ворожих шпигунів, такі люди за життя ставали легендою. Але як німця у 1938 році його звільнили із застави. Якийсь час працював директором Будинку культури, де Роланд був старостою драмгуртка. Але й тіні сумніву не виникло у серцях двох уповноважених. Раз партія велить... Людина величезної витримки, голова колгоспу не висловила жодного подиву чи розчарування. На екстрених зборах дав слово Переходу. Запитань не було, тільки раптом низько опустили голови чоловіки… Росіянам села було доручено підготувати мажари – великі вози із ґратованими вікнами. Олександр Федорович та його юний помічник, озброєні гвинтівками, обходять одне подвір'я за іншим, підганяють. У будинку голови їх зустрічають тітка Паша та 19-річний Вова. — А мені куди? Вийшовши з хати, Перехід каже Роланду: — Скачи в Джурчі, дізнаєшся у Рутмана, що з Вовкою робити. Він же росіянин... Я напишу записку. На змиленому від галопу коні Роланд підлетів до будівлі НКВС у центрі селища. Пройшов важкий кам'яний паркан... Прочитавши записку інструктора райкому, Рутман раптом залаявся такою страшною лайкою, якої комсомольцю ніколи раніше чути не доводилося. — Їдь назад і скажи Переходу: нехай діє відповідно до інструкції! — Що, і росіян висилати?! — Ти, щеня, ще й запитання ставиш? І такому довіряють виконання такого важливого завдання?! - прокричав Рутман. Дві доби в селі - крики, плач, мукання корів, рохкання свиней. У повітрі пір'я від розпоротих перин та подушок. Уповноважені по черзі сплять на голому столі головного кабінету. Пізно ввечері 19 серпня примчав нарешті гонець із наказом відправляти німців на Воїнку. Обоз вийшов довгим, хоча село — лише два ряди хат. Малята, старі на возах, решта пішки. Серед них і тітка Паша з Вовкою. Після війни естонець Роланд Валькман випадково зустрів німця Валендера, який працював на одній із шахт Челябінської області. Нічим старий більшовик не виявив образи за своє вигнання з Криму. Одне засмучувало: не довірили зброю для боротьби із проклятим фашизмом. — То все ж таки — правильно вчинили з німцями? - питаю давно посивілого комсомольця тридцятих. — До людей треба було по-людськи підійти, — відповідає Роланд Юрійович. — Такого, як Валендер, не можна ображати недовірою. Член КПРС із півстолітнім стажем замислюється, потім з мукою вимовляє: — Я ж був абсолютно певен, що так і треба. Потім, коли викладав історію, сам вдовблюв: кримські татари були зрадниками… А греки, вірмени, болгари до чого?! Їх теж у 44-му вигнали… І знаменитий партизанський командир Михайло Македонський був греком, і розвідник Федір Якустіда… Тільки тепер приходжу до розуміння, як це все несправедливо… |

Дочка Лариса пише, що Роланд Юрійович «одразу після школи добився відправки в армію, став зв'язківцем, брав участь в боях на Перекопі, обороні Ішуньських позицій та в Керченсько-Феодосійський оперпації» у складі 417-го стрілецького полку 156-ї дивізії.
Після евакуації дивізії на Кавказ, його з товаришами-естонцями (Евальдом Тооном та Ервіном Еріком) відізвали з фронту та після проходження чотиримісячного курсу спеціальної диверсійної підготовки в Москві відправили на окуповані території Естонії та Ленінградської області для організації партизанського руху.
|  | Командир загону Олександр Круузе, комісар Роланд Валькман з групою диверсантів із 16 людей з люку американського літака «Дуглас» на парашутах спустилися в ліс в липні 1943 року. До вересня їх стало вже 78. |

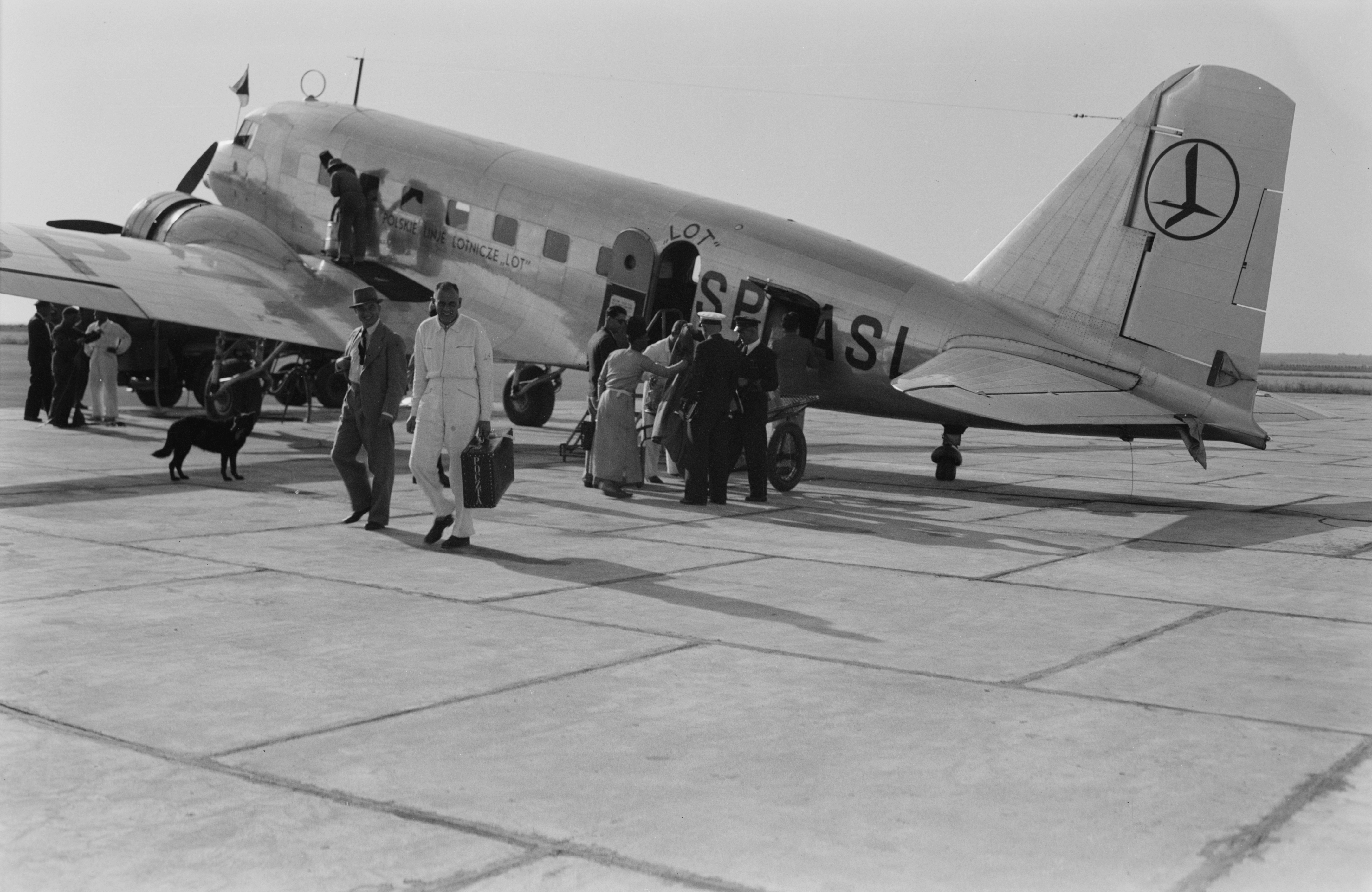
Літак "Дуглас" і група пасажирів.

Шоста партизанська бригада, в якій Валькман був комісаром загону, проводила диверсійні операції в тилу ворога: здійснювала напади на ворожі гарнізони, пускала під укіс ешелони з живою силою та технікою супротивника. Також основною метою роботи була комуністична агітація населення  та боротьба з "лісовими братами", анти-совєтськими естонськими партизанами .
18 січня 1944 року за особливі заслуги Валькмана було нагороджено орденом Леніна. Вже після війни Роланд Юрійович закінчив Вищу партійну школу в Москві.
Обидва рідні брати Роланда загинули під час Другої світової війни: Вольдемар — під Новоросійськом, на Малій землі, а Арманд — під час десанту на острів Саарема. 
Працював з 1948 року інструктором у партійних органах Естонії (Пярнумааський комітет КП(б), де також працював його кузен — Артур Нугіс і його дружина). Як пишуть, метою «партійної роботи» була допомога у створенні колгоспів, а за фактом — знову ж таки агітація, боротьба з «лісовими братами», примусова колективізація та розкуркулення селян.

За участь в антифашистській боротьбі в підпіллі та партизанських загонах на території Естонії радянськими урядовими нагородами було нагороджено понад 500 громадян СРСР, дві людини - Леен Кульман і Володимир Федоров - стали Героями Радянського Союзу (посмертно), орденом Леніна були на: Едуард Аарте, Арно Аварсоо, Ільмар Юріссон, Ріхард Мельтс і Роланд Валькман.

Суворе партизанське життя не пройшло для нього безслідно, лікарі виявили туберкульоз, і тоді сім'я повернулася назад до Криму. Знов робота в партійних органах Коктебелю, Судаку, Сімферополя. Тут він закінчив Кримський державний університет. Пізніше, 1956 року, сім'я повернулася в рідне село Джурчі, де він працював у райкомі партії Первомайського району, потім — вчителем історії в рідній школі, продовживши традицію матері. Потім став директором школи.
У 1961 році в смт Первомайському разом з Леонгардом і Яковом Сальманами влаштували ювілейне свято «100-річчя переселення естонців до Криму»: важко сказати, як їм вдалося того часу в районному центрі організувати естонський національний захід такого гатунку, швидше за все допоміг партійний авторитет організаторів. Більшість учасників розмовляли на естонській мові або розуміли її. Представників влади не було — це було насправді народне свято. Нащадки переселенців приїхали з естонських сіл Криму: Кончи-Шавва (Краснодарка), Кіят-Орка (Упорне), Сімферополя та пара гостей з Талліна.
На початку 1970-х почав створювати шкільний музей, частина експонатів з якого є й досі, а частина стала основою для Історичного музею району.
До 200-річчя смт Первомайське у серпні 1998 року була видана книга «Оазис у степу» — результат довгих пошуків, архівної роботи, власних перекладів Е.Вільде, де були зібрані унікальні матеріали з історії естонської громади с. Джурчі.

## Сім'я
- Прадід по батькові — Антс Валькман — організатор другої хвилі переселення естонців з Ярвамааського повіту Естонії до південної Таврії (Криму) [3] За статистикою, до початку 20 сторічча Сибір, Крим, на Кавказ, в Азію, переселилося не менше 11% сільского неселення Естонії[22].

- Предки по матеріі — сім'я Тінт — також була одною з "першопроходців"-естонців до Криму, але Валькмани оселилися в Джурчі, а Тінти — в основному в сучасному Красногвардійському районы Криму, село Новоестонія[23], зустрічається прізвище й на Кавказі:

15 июня 1866 года основано село Казинка. 1 августа 1866 года пастор лютеранской церкви Ставрополя Аугуст Доль освятил кладбище, где поставили черный крест. На месте будущей церкви установили белый крест, провели богослужение. К октябрю у всех были свои землянки (причём землянки были с печными трубами). Всего в селе проживало 72 семьи. Первым старейшиной села был Йоозеп Тинт.

- Батько  — Юрі Валькман — заступник голови колгоспу "Вабадус" ("Свобода") в селі Джурчі, партійний активіст.

Естонський колгосп «Vаbadus» ("Свобода") села Джурчі було зареєтроровано Сімферопольским Окружним судом 09.09.1917 г. Зісновники: Август Йоганович Нугіс, Ян Юрієвич Валькман, Йоганн Янович Ольцвель, Ульма Іоганівна Тадлєр, Ліза Юрієвна
Пукспу, Іосіф Йадисович Пукспу, Йоганнес Гансович Сенна... 
- Мати — Аліна Валькман (Тінт) — народилась в Тархані, працювала завгоспом і вчительеою молодшої школи в селі Джурчі (Первомайське).

- Брат — Вольдемар Юрійович Валькман (? - ?)  — загинув під час Другої Світової Війни під Новоросійськом, на Малій землі.

- Брат — Арманд Юрійович Валькман (1923 - 1944)  — загинув під час Другої Світової Війни під час десанту на острів Саарема[25].

- Дядько? — Олександр Юрійович Валькман (1896, Джурчі - ?)  — ? [26]. Родичами Валькманів в Джурчі була сім'я Нугіс[2].

- Батьки дружини — Іван та Євдоха Татарченки (Євдокия Іллівна народилася в селі Великі Копані на Херсонщині)[27][28].

- Дружина — Наталя Валькман (Татарченко) [1922 - 2013]   — народилася не в Криму , а на Кубані - в станиці Єкатиринівська[29]. Роланд і Наталя вчилися разом в школі та разом після школи подали заявки на фронт. Наталя була санітаром, виносила поранених, під час служби втратила частину пальців руки. Кавалерка Ордену Вітчизняної війни I степеню та іншими[30]. Особистість Валькманів часто використовувалася в проросійській пропаганді в Криму[31][32].

- Син — Юрій Роландович Валькман [1947 - 2017] — відомий радянський та український науковець у галузі інформатики та штучного інтелекту, завідувач відділу розподілених інтелектуальних систем Міжнародного науково-навчального центру інформаційних технологій та систем НАН України та Міністерства освіти і науки України, професор кафедри математичних методів системного аналізу Національного технічного університету «Київський політехнічний інститут (НТУУ КПІ) ім. Ігоря Сікорського», член програмного комітету мінських конференцій ОSTIS[33], доктор технічних наук, професор[34]. У період радянської юності він займався гірським туризмом, був інструктором та обходив увесь Крим. Одружившись на Лілії Ісмагіловій[35] – талановитій жінці, добре відомої любителям бардівської пісні (татарці за національністю), він швидко став своїм у їхньому особливому музичному середовищі. У зрілому віці він захопився подорожами..., але головним у його житті, була наука[36][37].

- Дочка — Елеонора Роландівна Валькман  (1954, с.Джурчі, АР Крим - 1974, Харків)[38].

- Дочка — Лариса Роландівна Валькман (Тихомирова) (1950, м. Судак, АР Крим [39])  — проживає в Севастополі[40][41]. Понад 40 років працювала дитячим лікарем в Сімферополі[39].

## Доробок з історіографії кримських естонців
- Організація національних естонських свят в Криму, як за радянських часів, так і пізніше.

- Він почав збирати експонати шкільного музею в Первомайській школі №1 і місцевому етнографічному музеї.

- Брошура Роланда Валькмана "Оазис в Степу", 1998. - це негрунтовна робота, що містить біля 20 сторінок, розповідає за історію селища Джурчі, за Антса Валькмана, естонських "колоністів"-лютеран в Криму, Едуарда Вільде, але дуже незначний об'єм. Одною з найбільш грунтовних збірок з історії естонців Криму та історії селища Джурчі натомість є робота Леонґарда Сальмана."Сальман Леонгард.

Меморіальна дошка Едуарду Вільде в селі Береговому Бахчисарайського району

- Переклад "В гостях у кримських естонців : дорожні нотатки" / [Едуард Вільде|Едуарда Вільде], 1904 ; [переклад з естонської на російську: Л. Бойчук, Р. Валькман, Е. Самсонов]., 2004. - 76 с.

### Виноски
1. ↑  Бо на півночі Криму, у Лариндорфському і Фрайдорфському районах, уряд СРСР та американська компанія «Джойнт» зробили кампанію по утворенню єврейських сільськогосподарських комун [6], але під час Великого терору більшість представників «Джойнту» заарештували, і співпраця перервалася. 1941-го кримські євреї або евакуювалися з півострова, або були знищені німцями.
2. ↑  Німці заснували колонії в Криму ще на початку XIX ст. На початку 1930-х років німецькими національними районами були Біюк-Онларський та Тельманівський райони. Але з початком Великого терору та Радянсько-німецької війни, у рамках заходів згідно з «Постановою Ради з евакуації при Раднаркомі СРСР № СЕ-75с. від 15 серпня 1941», кримські німці [7] були депортовані з Криму.
3. ↑  Хоча прізвище «Стась»https://uk.wikipedia.org/wiki/Стась найбільш поширене на території Білорусі та півночі України, тобто хлопчик слов'янин, має на увазі автор.
4. ↑  Мається на увазі, що його однофамільцем був комуністичний партійний діяч Микола Бухарін, якого розстріляли 15 березня 1938[8]
5. ↑  Неправда, що загинули в рідному селищи Джурчі, нібито організовуючи підпільно-партизанську боротьбу проти німців - це намагання навіщось семикласникам в кожній дрібниці сказати неправду і виконати замовлення на проросійську пропаганду "на дні перемоги та ветеранах", а не урок історії... [17] Класс 7. Исторія Рососіі.Тема урока: «Мы слишком мало знаем о войне». Автор: Секретарь Валентина Алексеевна.